# Irving Hexham

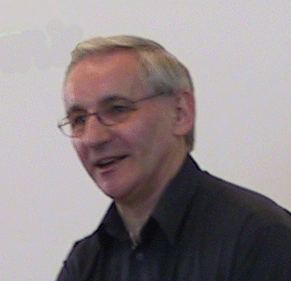
Irving Hexham 2005

Irving Hexham (* 14. April 1943 in Whitehaven, Cumbria, England) ist ein britisch-kanadischer Religionswissenschaftler. Er ist Professor für Religionswissenschaft an der University of Calgary. Hexham ist mit der emeritierten Professorin für Anthropologie Karla Poewe verheiratet und Vater von zwei gemeinsamen Kindern, Jeremy und Jane. Gemeinsam mit seiner Frau hat er zahlreiche wissenschaftliche Beiträge veröffentlicht.
Hexham ist ein international anerkannter Experte für die Erforschung der sogenannten Neuen Religiösen Bewegungen.

## Leben
Nach dem Abschluss der Mittelschule machte Hexham von 1958 bis 1964 eine erfolgreiche handwerkliche Ausbildung zum Gasinstallateur mit einer anschließenden Tätigkeit als Facharbeiter bei der North Western Gas Board. Während dieser Zeit engagierte er sich als Gewerkschaftsvertreter. Durch sein Berufsdiplom und zusätzliche Bildungskurse erreichte er eine Hochschulzugangsberechtigung und begann 1967 ein Fernstudium an der University of Lancaster in Religionswissenschaft, Geschichte und Philosophie. 1973 erreichte er durch das anschließende „Post-Graduate“ Studium den Master of Arts mit Auszeichnung im Fach Religionswissenschaft und Theologie an der Universität Bristol. In Bristol schloss er 1975 seine Studien in Geschichte und Anthropologie ebenfalls mit dem „Masters“ ab.

## Akademische Laufbahn
Hexham war von 1974 bis 1977 Dozent am „Bishop Lonsdale College“ der University of Derby in England. Dort wirkte er auch als Dozent an der „Open University Derby“ in der Zeit zwischen 1975 und 1977. Hexham übersiedelte dann nach Kanada und übernahm dort von 1977 bis 1980 die Stelle eines Assistant Professor am Regent College in Vancouver. 1980 nahm er eine Dozentur in allgemeiner Religionswissenschaft an der University of Manitoba in Winnipeg, der er bis 1984 nachkam. Von 1984 bis 1988 folgte er dem Ruf auf eine Assistenzprofessur für Religionswissenschaft an der University of Calgary. 1988 erfolgte die Berufung als Associate Professor in Calgary, und 1992 erfolgte die Berufung zum Ordinarius für Religionswissenschaft.

### Mitgliedschaften
Hexham ist ein Fellow der Royal Anthropological Institut und wurde Mitglied in verschiedenen Berufsverbänden einschließlich der „Society for the Scientific Study of Religion“, American Academy of Religion, der Berliner Gesellschaft für Missionsgeschichte zu deren Gründungsmitglied er neben Ulrich van der Heyden war. Zu diesen Mitgliedschaften gehören des Weiteren Mitgliedschaften in Gesellschaften für Afrikanische Ethnologie und Religionswissenschaften. Hexham ist darüber hinaus auch als Mitglied des „Zentrums für militärische und strategische Studien“ an der University of Calgary gewählt worden.

### Forschung und Lehre
Hexham ist spezialisiert auf die Erforschung in den Bereichen zu Kulten und neue religiöse Bewegungen, Neuheidentum, die Neue Rechte und politischen Religionen in Deutschland. Religionsgeschichte, Religionssoziologie und Methoden in der Erforschung der Religionen und der Religionsphilosophie. Religionsgeschichte Afrikas und speziell die Religion und Gesellschaft in Südafrika. Des Weiteren allgemeine Theologie- und Politikwissenschaften. Im Spektrum des Christentums lehrt und forscht er zur Kultur, Mission und Gesellschaft, Ethik, Fundamentalismus sowie evangelikale und charismatische Gemeinschaften.

## Festschrift
- Ulrich van der Heyden/Andreas Feldtkeller (Hrsg.): Border Crossings. Explorations of an interdisciplinary Historian. Festschrift for Irving Hexham, Stuttgart 2008.